# Steeven Salas
Steeven Marcelo Salas López (* 3. Dezember 2002) ist ein ecuadorianischer Leichtathlet, der sich auf den Sprint spezialisiert hat.

## Sportliche Laufbahn
Erste internationale Erfahrungen sammelte Steeven Salas im Jahr 2018, als er bei den U18-Südamerikameisterschaften in Cuenca im 100-Meter-Lauf in 10,92 s die Bronzemedaille gewann und über 200 Meter in 22,17 s den sechsten Platz belegte. Zudem gewann er mit der ecuadorianischen 4-mal-100-Meter-Staffel in 41,69 s die Silbermedaille. Anschließend belegte er bei den Ibero-Amerikanischen Meisterschaften in Trujillo in 41,15 s den vierten Platz mit der Staffel. Ende September erreichte er bei den U23-Südamerikameisterschaften in Cuenca nach 10,84 s Rang sieben über 100 Meter und gewann im Staffelbewerb in 41,09 s die Bronzemedaille hinter den Teams aus Kolumbien und Chile. Im Jahr darauf schied er bei den Südamerikameisterschaften in Lima mit 11,00 s in der Vorrunde über 100 Meter aus, belegte aber im Staffelbewerb in 41,14 s den sechsten Platz. Kurz darauf gewann er bei den U20-Südamerikameisterschaften in Cali in 21,44 s die Bronzemedaille im 200-Meter-Lauf, während er über 100 Meter in 10,71 s Achter wurde. Zudem gewann er in 41,09 s die Bronzemedaille in der 4-mal-100-Meter-Staffel sowie in 3:18,76 min auch in der 4-mal-400-Meter-Staffel. Daraufhin scheiterte er bei den Panamerikanischen-U20-Meisterschaften in San José mit 10,63 s bzw. 21,35 s jeweils im Vorlauf über 100 und 200 Meter, belegte aber mit der 4-mal-100-Meter-Staffel in 40,75 s den fünften Platz und erreichte mit der 4-mal-400-Meter-Staffel nach 3:13,47 min Rang sechs. Bei den World Athletics Relays 2021 im polnischen Chorzów wurde er mit der 4-mal-200-Meter-Staffel mit neuem Landesrekord von 1:24,89 min Vierter. Kurz darauf schied er bei den Südamerikameisterschaften im heimischen Guayaquil mit 10,98 s im Vorlauf über 100 Meter aus. Zudem belegte er in der 4-mal-100-Meter-Staffel in 40,78 s den vierten Platz. Anschließend wurde er bei den U20-Südamerikameisterschaften in Lima in 10,70 s Fünfter über 100 m und erreichte nach 21,67 s Rang vier über 200 m. Zudem gewann er in 41,11 s die Silbermedaille in der 4-mal-100-Meter-Staffel sowie in 3:15,58 min auch in der 4-mal-400-Meter-Staffel. Im August schied er dann bei den U20-Weltmeisterschaften in Nairobi mit 10,67 s in der ersten Runde über 100 m aus und wurde mit der 4-mal-100-Meter-Staffel im Vorlauf disqualifiziert, während er mit der 4-mal-400-Meter-Staffel in 3:09,32 min den fünften Platz belegte. Im Oktober schied er bei den U23-Südamerikameisterschaften in Guayaquil mit 10,82 s im Vorlauf über 100 m aus und gewann in allen drei Staffelbewerben die Silbermedaille. Anfang Dezember siegte er dann bei den erstmals ausgetragenen Panamerikanischen Juniorenspielen in Cali in 3:08,02 min in der 4-mal-400-Meter-Staffel und sicherte sich in der 4-mal-100-Meter-Staffel in 40,02 s die Silbermedaille hinter den Brasilianern. Zudem wurde er in der Mixed-Staffel disqualifiziert.
2022 startete er mit der Männerstaffel bei den Hallenweltmeisterschaften in Belgrad, wurde dort aber in der ersten Runde disqualifiziert. Im Mai schied er bei den Ibero-Amerikanischen Meisterschaften in La Nucia mit 22,02 s und 47,89 s jeweils in der Vorrunde über 200 und 400 Meter aus und im Juli belegte er bei den Juegos Bolivarianos in Valledupar in 48,22 s den vierten Platz im 400-Meter-Lauf und belegte mit der 4-mal-100-Meter-Staffel in 41,21 s den fünften Platz und gelangte mit der 4-mal-400-Meter-Staffel mit 3:10,94 min auf Rang vier. Ende September siegte er in 3:23,28 min in der Mixed-Staffel bei den U23-Südamerikameisterschaften in Cascavel und belegte in 21,31 s den sechsten Platz über 200 Meter. Zudem gewann er in 3:09,51 min die Bronzemedaille in der 4-mal-400-Meter-Staffel und wurde in der 4-mal-100-Meter-Staffel in 40,53 s Vierter. Kurz darauf verpasste er bei den Südamerikaspielen in Asunción mit 21,41 s den Finaleinzug über 200 Meter, belegte in 40,98 s den vierten Platz in der 4-mal-100-Meter-Staffel und wurde in 3:17,27 min Fünfter in der 4-mal-400-Meter-Staffel. Im Jahr darauf schied er bei den Südamerikameisterschaften in São Paulo mit 10,64 s im Vorlauf über 100 Meter aus und belegte in beiden Staffelbewerben in 40,85 s bzw. 3:08,07 min jeweils den fünften Platz. 2024 gewann er bei den Ibero-Amerikanischen Meisterschaften in Cuiabá in 3:23,62 min die Silbermedaille in der Mixed-Staffel hinter dem brasilianischen Team und sicherte sich mit der Männerstaffel in 3:08,47 min die Bronzemedaille hinter Mexiko und Kolumbien. Im September gewann er mit der Mixed-Staffel in 3:22,08 min die Silbermedaille bei den U23-Südamerikameisterschaften in Bucaramanga hinter dem kolumbianischen Team und belegte mit der 4-mal-100-Meter-Staffel in 40,81 s den vierten Platz. Zudem schied er über 200 Meter mit 21,75 s im Vorlauf aus.
2023 wurde Salas ecuadorianischer Meister in der 4-mal-100-Meter-Staffel.

## Persönliche Bestleistungen
- 100 Meter: 10,53 s (+0,5 m/s), 17. Juni 2023 in Quito
- 200 Meter: 20,97 s (+1,4 m/s), 5. März 2023 in Quito
- 400 Meter: 47,35 s, 31. März 2023 in Bogotá